# 马苏拉斯
马苏拉斯（義大利語：Masullas），是意大利奥里斯塔诺省的一个市镇。总面积18.88平方公里，人口1170人，人口密度62.0人/平方公里（2009年）。ISTAT代码为095026。